# Hippopodinidae
Hippopodinidae zijn een familie van mosdiertjes uit de orde Cheilostomatida en de klasse Gymnolaemata.

## Geslachten
- Hippopodina Levinsen, 1909
- Saevitella Bobies, 1956
- Thornelya Harmer, 1957
- Trilochites Hayward, 1991